# Śmierdnicki Potok
Śmierdnicki Potok (niem. Mühlenbecker Bach) – strumień w północno-zachodniej Polsce, jest lewym dopływem Płoni. Płynie przez północno-wschodnią część Puszczy Bukowej i wschodnią część Szczecina, Śmierdnicę w województwie zachodniopomorskim.
Śmierdnicki Potok ma cztery źródła, główne źródło po zachodniej stronie Zbójnego Traktu, skąd jego wody spływają głębokim malowniczym wąwozem okalającym wzgórze Leśniak od południa i wschodu. Pozostałe trzy źródła leżą u podnóża Orlicy i Zbójeckiego Wierchu, łączą swe wody w potok płynący północnym skrajem Trawiastej Polany. Oba cieki źródłowe łączą się powyżej mostku na Modrzewiowej Drodze. Strumień płynie na wschód i północny wschód malowniczą doliną. W uroczysku Bździel Śmierdnicki Potok przyjmuje z prawego brzegu Utratę i Młynówkę, a poza obrębem Puszczy – Karwię, przepływa przez Śmierdnicę obok ul. Nauczycielskiej, po czym przyjmuje dwa krótkie cieki bez nazwy i na wysokości Szczecina Płoni uchodzi do Płoni z jej lewego brzegu.